# Pauline & Paulette (musical)
Pauline & Paulette is een Vlaamse musical van Judas TheaterProducties, gebaseerd op de gelijknamige film van Lieven Debrauwer uit 2001. De musical ging op 28 januari 2014 in première in het Fakkelteater in Antwerpen, waarna de voorstelling doorheen Vlaanderen tourde. De tour werd afgesloten met een reeks voorstellingen in het Fakkelteater, waar de musical in première ging.

## Verhaal
Wanneer Martha overlijdt, komt Pauline, haar gehandicapte zus waar ze haar hele leven voor gezorgd heeft alleen te staan. Paulette en Cécile, de twee nog in levend zijnde zussen van Pauline, willen haar in een verzorgingstehuis steken, maar dit is buiten het testament van Martha gerekend. Enkel wanneer een van de twee zussen Pauline in huis haalt, kunnen Paulette en Cécile aanspraak maken op de nalatenschap van Martha. Paulette, die een winkel uitbaat en meespeelt in het plaatselijke operettegezelschap, besluit haar jongste zus in huis te nemen. Zowel voor Pauline als voor Paulette opent zich een hele nieuwe wereld.

## Rolverdeling
| Acteur               | Personage |
| -------------------- | --------- |
| Erna Palsterman      | Pauline   |
| Liliane Dorekens     | Paulette  |
| Marilou Mermans      | Cécile    |
| An Vanderstighelen   | Martha    |
| Charline Catrysse    | Ensemble  |
| Dirk Van Vaerenbergh | Ensemble  |

## Creatieve team
- Regie: Frank Van Laecke
- Scenario: Allard Blom en Frank Van Laecke
- Teksten: Allard Blom
- Muziek: Dirk Brossé
- Arrangementen: Pol Vanfleteren
- Decor: Hanneke Vandekerkhof en Frank Van Laecke

## Ontvangst
Pauline & Paulette werd door de (vak)pers positief onthaald. Linda Asselbergs van het weekblad Knack was vooral lovend over hoofdrolspeelster Erna Palsterman: "Wat zij met een minimum aan blikken en genuanceerde mimiek vermag, is zo juist en pakkend dat je alleen maar kunt hopen dat deze actrice opnieuw haar plek in het Vlaamse theaterlandschap vindt.".
Ook Sascha Siereveld van Concertnews.be loofde de acteerprestaties van Palsterman, en bij uitbreiding ook de aanpak van de creatives: "Erna ‘s vertolking was zo realistisch dat we in haar mimiek en haar bewegingen ook effectief dat kinderlijk geluk en die wereldvreemde onschuld zagen die zo mooi werden omschreven in het lied "Er was eens“. Met "Pauline en Paulette“ leverden Frank Van Laecke en Allard Blom een vertederend stuk muziektheater af waarin ondanks de serieuze thematiek toch ook heerlijk en oprecht kon gelachen worden.".